# Federația Română de Schi Biatlon
Federația Română de Schi Biatlon (FRSB). este forul conducător oficial al sporturilor de iarnă în România, sediul său fiind în București. Este afiliată la Federația Internațională de Schi și Snowboard din 1924 fiind una dintre cele 14 țări care au întemeiat-o, și la Uniunea Internațională de Biatlon.

## Activitate
Federația Română de Schi Biatlon este structură sportivă de utilitate publică, are în conformitate cu prevederile legale în vigoare ca principal obiect de activitate, dezvoltarea și promovarea a cinci ramuri sportive, respectiv: schi alpin, schi fond, schi sărituri, snowboard și biatlon, sporturi care sunt organizate în cele 61 de cluburi afiliate.